# Gyula Illyés
Gyula Illyés  (nombre original  Gyula Illés) (Felsőrácegrespuszta, 2 de noviembre de 1902– Budapest, 15 de abril de 1983), poeta húngaro, novelista, traductor, redactor, miembro de la Academia de Ciencias Húngara. Premio Kossuth. Miembro póstumo de la Academia Digital Húngara.

## Vida
Gyula Illyés nació el 2 de noviembre de 1902 en el pueblo de Felsőrácegrespuszta, condado de Tolna. Su padre, János Illés (1870-1931) era mecánico de una hacienda, su madre se llamaba Ida Kállay (1878-1931). Gyula, el tercer hijo, después de Ferenc y Klára, pasó los primeros 9 años de su vida en su pueblo natal.
Empezó la enseñanza general básica en una escuela popular de la puszta (1908-1912), después, en 1912, cuando su familia se mudó a Simontornya, acabó allí el cuarto curso (1912), y realizó completamente el quinto (1912-1913). Estudió los primeros cursos de la enseñanza secundaria en varios lugares: Dombóvár (1913-1914), Bonyhád (1914-1916), y finalmente en el instituto de la calle Mihály Munkácsy en Budapest (1916-1917). En 1916 sus padres se separaron, él se mudó con su madre a Budapest. Realizó los cursos superiores en la escuela de comercio de la calle Izabella (1917-1921). Se graduó en 1921. En 1918-1919 tomó parte en el movimiento de jóvenes y estudiantes que se reunió en el Balaton, y participó en la batalla de Szolnok contra los rumanos. El 22 de diciembre de 1920 se publicó su primer verso (No caigas, hermano,El ne essél, testvér), que apareció como anónimo en el periódico socialista Népszava.
Desde otoño de 1921 estudió filología húngara y francesa en la universidad de Budapest. En 1921, ante su inminente detención por las actividades ilegales en las que participaba, consiguió huir a Viena, luego a Berlín y finalmente, a través de la región de Renania, el 24 de abril de 1922 llegó a París. Después de realizar algunos trabajos ocasionales se colocó en un taller de encuadernación de libros. Durante un tiempo estudió en la Sorbona. En 1923 aparecieron sus primeros artículos y traducciones en las revistas Ék (Cuña) y Ma (Hoy). En verano de 1926, tras la amnistía, regresó a Hungría. Sus principales centros de actividad fueron las revistas Dokumentum y, más tarde, Munka (Trabajo), ambas dirigidas por Lajos Kassák. 
En el periodo entre 1927 y 1930 fue empleado de la Compañía Aseguradora Phoenix. El 16 de noviembre de 1927 se publicó su primera crítica literaria en la revista Nyugat. A partir de 1928 Nyugat publicó sistemáticamente sus versos y artículos. Trabó amistad con los escritores Attila József, László Németh, Lőrinc Szabó , József Erdélyi. Su primer libro fue editado por Nyugat (Tierra pesada, Nehéz föld, 1928). En 1931 se casó con la profesora de gimnasia terapéutica Irma Juvancz. En 1934 fue invitado al primer congreso de escritores de la URSS, así que realizó un largo viaje por dicho país. 
Entre 1934 y 1938 fue colaborador de la revista Válasz (Respuesta), y en 1935 del Új Szellemi Front (Nuevo Frente Intelectual), fue uno de los fundadores, el 15 de március de 1937, del Frente de Marzo, y participó en su organización. A partir de 1937 fue uno de los redactores de Nyugat; hasta 1944 fue el encargado de prensa del Banco Nacional Húngaro en cuestiones relacionadas con la agricultura francesa. En 1939, después de separarse de su esposa, contrajo matrimonio con Flóra Kozmutza, con quien tuvo una hija llamada Mária 1940. En 1941, tras la muerte de Mihály Babits se convirtió en redactor de la revista Magyar Csillag (Estrella Húngara, entre el 1 de október de 1941 y el 19 de marzo de 1944), heredera de Nyugat. 
A partir de marzo de 1944 tuvo que esconderse junto con László Németh en la región del Transdanubio y en Budapest (es la época del fascismo húngaro). En 1945, tras la caída del régimen fascista, fue durante un breve tiempo diputado de la Asamblea Nacional y después del Parlamento. Hasta 1946 participó en la dirección del Partido Campesino Nacional (Nemzeti Paraszt Párt). Entre 1945 y 1949 fue miembro de la Academia de Ciencia Húngara, en 1989 le devolvieron la condición de miembro. Desde octubre de 1946 hasta junio de 1949 trabajó en la redacción de la revista Válasz (Respuesta). A partir de 1948 vivió retirado de la vida pública, pero el 31 de octubre de 1956 fue elegido miembro de la Comisión Directiva del Partido Petőfi. El 15 de abril de 1983 falleció en Budapest.
Es uno de los autores húngaros más importantes del siglo XX. Uno de sus versos más conocidos, quizás el poema húngaro más famoso del siglo XX, es el estremecedor Una frase sobre la tiranía (Egy mondat a zsarnokságról), publicado durante la revolución de 1956. Se puede leer aquí Archivado el 19 de marzo de 2005 en Wayback Machine. en húngaro (la página antigua de la Biblioteca Digital Húngara), así como en el volumen Menet a ködben (Marcha en la niebla) de la página actual de Biblioteca Digital Húngara y en su Obra poética completa(Academia Digital Húngara). En español se puede leer una traducción en el número 73 de la revista Lateral (accesible en internet), en el mismo número hay información sobre el autor y las circunstancias que rodean al poema.

## Obras

Banco en recuerdo de Gyula Illyés (Alsógöd)- Asociación en Defensa de la Ciudad.

- Tierra pesada - versos (Nehéz föld, 1928)
- La siega del heno - versos (Sarjúrendek 1931)
- Tres ancianos - versos (Három öreg, 1932)
- Hablan de los héroes - versos (Hősökről beszélnek, 1933)
- Juventud - versos (Ifjúság, 1934)
- Rusia - apuntes de viaje (Oroszország, 1934)
- Bajo los cielos que vuelan - versos (Szálló egek alatt, 1935)
- Petőfi - ensayo (1936)
- Gente de las Pusztas - novela sociográfica (A puszták népe , 1936, existe versión en español traducida por Adan Kovacsics)
- Orden en las ruinas- versos (Rend a romokban, 1937)
- Húngaros - diario (Magyarok, 1938)
- En un mundo separado - versos (Külön világban, 1939)
- ¿Qué es el húngaro? - ensayo (Ki a magyar?, 1939)
- Alma y pan - ensayo (Lélek és kenyér, 1939)
- Versos reunidos (Összegyűjtött versei, 1940)
- Bota sobre la mesa - ensayo(Csizma az asztalon, 1941)
- Primavera temprana - novela (Kora tavasz, 1941)
- Los hunos en París (Hunok Párizsban, 1946)
- Setenta y siete cuentos populares húngaros (Hetvenhét magyar népmese, 1953)
- Bartók (1955)
- György Dózsa, drama en tres actos (Dózsa György, 1956)
- En la barca de Caronte o los síntomas del envejecimiento - novela-ensayo (Kháron ladikján vagy az öregedés tünetei, 1969)
- Nuestra lengua materna - ensayo (Anyanyelvünk, 1975)

## Premios
- Premio Baumgartner (1931, 1933, 1934, 1936)
- Premio Kossuth (1948, 1953, 1970)
- Premio Attila József (1950)
- Premio Le Grand Prix International de Poésie (1966)
- Gran Premio Literario de Knokke (1966)
- Medalla Conmemorativa del Consejo de la República (1969)
- Premio Herder (1970)
- Premio Batsányi (1971)
- Ordre des Arts et des Lettres (1971)
- Medalla Bandera Roja del Trabajo (1972)
- Orden Bandera con Corona de Laurel de la República Popular Húngara (1977)
- Premio Prix des Amitiés Françaises(1978)
- Pro Urbe Pécs (1982)
- Orden de la Bandera de Rubíes de la República Popular Húngara (1982)
- Miembro de la Academia de Ciencias Húngara entre 1945 y 1949, en 1989 le fue devuelto dicho honor.